# 庫什蒂亞
庫什蒂亞是孟加拉國库尔纳专区库什蒂亚沙达尔乌帕齐拉的一座城市。库什蒂亚是孟加拉国第二大市，也是该国第十一大城市。库什蒂亚是库尔纳省第二大城市，也是商业城市之一。

## 歷史
1869年，庫什蒂亞建立了一個自治市。 沙賈汗皇帝統治時期在此建立了「庫什提河港」。這個河港主要由英國東印度公司使用。 但城市化是在靛藍農民和靛藍種植者抵達庫什蒂亞之後才開始的。1860年，庫什蒂亞和加爾各答之間開通了直達鐵路線。 因此，該地區被認為是工業的理想場所。 在此期間，Kushtiai Renwick Yajneshwar & Company Limited（1896）和 Mohini Mill（1908）成立。

## 地理
庫什蒂亞位於首都達卡以西、庫爾納以北、拉傑沙希東南部，北緯23°42΄至北緯23°59΄，東經88°55΄至東經89°04΄。 總面積66平方公里。